# Marie Sadio (taekwondo)
Marie Sadio es una deportista senegalesa que compitió en taekwondo. Ganó una medalla de bronce en el Campeonato Africano de Taekwondo de 1996 en la categoría de –60 kg.

## Palmarés internacional
| Campeonato Africano | Campeonato Africano       | Campeonato Africano | Campeonato Africano |
| Año                 | Lugar                     | Medalla             | Categoría           |
| ------------------- | ------------------------- | ------------------- | ------------------- |
| 1996                | Johannesburgo (Sudáfrica) | Medalla de bronce   | –60 kg              |